# Campoplex tarsatus
Campoplex tarsatus là một loài tò vò trong họ Ichneumonidae.